# Белбез де Лораге
Белбез де Лораге (фр. Belbèze-de-Lauragais) насеље је и општина у јужној Француској у региону Миди Пирене, у департману Горња Гарона која припада префектури Тулуз.
По подацима из 2011. године у општини је живело 100 становника, а густина насељености је износила 26,95 становника/km². Општина се простире на површини од 3,71 km². Налази се на средњој надморској висини од 220 метара (максималној 275 m, а минималној 190 m).

## Демографија
| 1962. | 1968. | 1975. | 1982. | 1990. | 1999. | 2011. |
| ----- | ----- | ----- | ----- | ----- | ----- | ----- |
| 22    | 47    | 40    | 59    | 60    | 101   | 100   |

График промене броја становника у току последњих година